# Ocubilá
Ocubilá es una comunidad del municipio de Huehuetenango conformada por varios cantones que son:
- Cantón Centro
- Cantón Capilla
- Cantón El Llano
- Cantón Los Rivas
- Cantón La Laguna
- Cantón Alto
- Cantón La Barranca
- Cantón La Hierba Buena
- Cantón La Amáca
- Cantón lo de Chávez

## Economía
Su economía está basada en la agricultura, los pobladores siembran diferentes tipos de hortalizas que después son vendidas en los mercados de los municipios de Huehuetenango, Chiantla y Aguacatán. Otra fuente de ingreso es que el 45% de sus habitantes trabaja en diferentes instituciones del estado como también privadas.

## Recursos Naturales
Esta Comunidad cuenta con muchos riachuelos con agua pura y cristalina, además posee una de las lagunas más grandes de Huehuetenango que es la laguna Ocubilá.
- Datos: Q19521974